# Пародонт
Пародо́нт — тканини, що оточують зуб. У це поняття входять: ясна, ділянка, що прилягає до кореня зуба, кістки альвеолярного відростка щелепи, зубна зв'язка, цемент кореня зуба.
Пародонт — це комплекс тканин, що оточують зуб, тісно пов'язаних між собою генетично, морфологічно та функціонально. До складу цього морфофункціонального комплексу входять ясна, кісткова тканина з окістям, періодонт і тканини зуба.
Ясна є складовою частиною пародонта, це слизова оболонка, що вкриває альвеолярну кістку верхньої і нижньої щелеп. У клініці розрізняють маргінальну (вільну) та альвеолярну (прикріплену) частини ясен. Маргінальна частина розташована у пришийковій ділянці зуба. Окремо в цій зоні виділяють міжзубний сосочок, в якому найчастіше розвивається запалення. Альвеолярна частина ясен покриває альвеолярну кістку і нерухомо сполучається із окістям.

## Захворювання
- Парадонтит
- Періодонтоз
- Гінгівіт
- Папіліт
- Ародонтит
- Пародонтоми[1]